# Захват голландского флота в Ден-Хелдере
Захват голландского флота в Ден-Хелдере — военная операция французских войск по захвату голландского флота во время войны первой коалиции в Ден-Хелдере, Северная Голландия.

## История
В феврале 1794 года, получив командование над французской Северной армией (до марта 1795), дивизионный генерал Шарль Пишегрю, разбив неприятельские войска, занял Западную Фландрию и в январе 1795 года вступил в Амстердам, решив остаться здесь на зиму. Пишегрю сообщили, что на якоре в Ден-Хелдере (примерно в восьмидесяти километрах к северу от Амстердама) стоит голландский флот. Зима в том году была чрезвычайно холодной и морское побережье было покрыто льдом.
Пишегрю поручил бригадному генералу Яну Виллему Винтеру во главе 8-го гусарского полка провести операцию по захвату голландского флота по льду моря. Винтер прибыл в Ден-Хелдер в ночь на 23 января 1795 года. Каждый гусар привез на своем коне пехотинца из батальона 15-го полка линейной пехоты. Как и предполагалось, голландский флот стоял, вмёрзший в лёд.
После тщательной подготовки, полковник Луи Жозеф Лаюр провёл кавалерийский штурм голландских кораблей. Приняв необходимые предосторожности, чтобы копыта лошадей не разбудили моряков, всадники, поддержанные пехотинцами, взяли корабли на абордаж без выстрелов и жертв с обеих сторон. В результате операции французская армия захватила 14 линейных кораблей с 850 орудиями, а также несколько торговых судов. В военной истории это был уникальный пример атаки флота кавалерией.

Иллюстрации
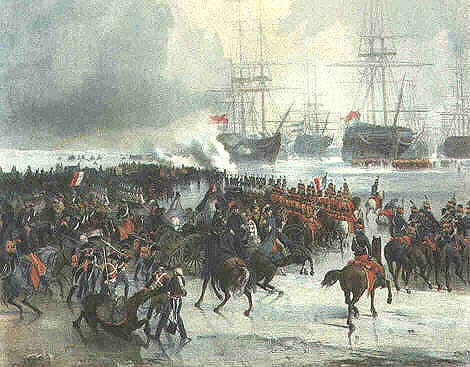
Картина Шарля Мозена
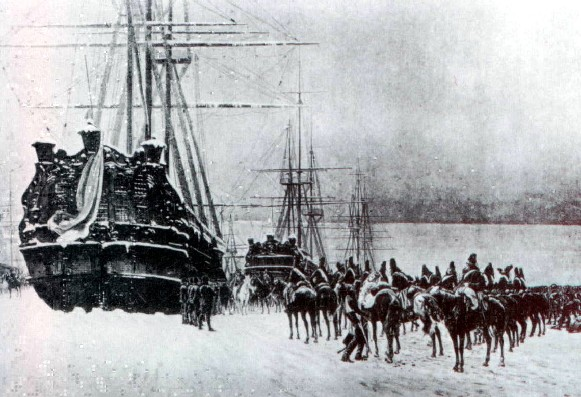
Капитуляция голландского флота

С 1947 года Ден-Хелдер официально является главной базой Королевских военно-морских сил Нидерландов.